# Oosféra

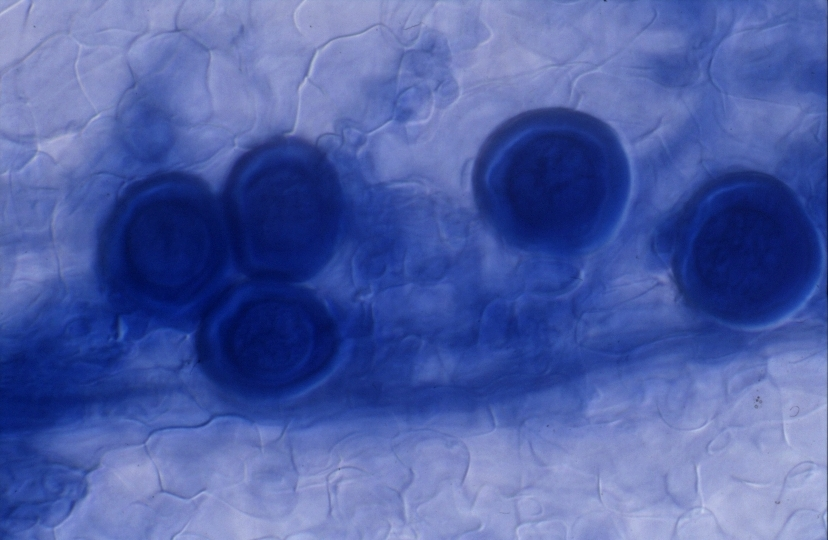
Oosféry Hyaloperonospora parasitica

Oosféra je velká nepohyblivá samičí (vaječná) gameta, která obsahuje zásobní látky. Je uložená v gametangiu. Splynutí samčí pohlavní buňky (spermatozoidu) s oosférou se nazývá oogamie. Vzniká u některých druhů řas a hub.